# Джасмухин
Джасмухин (род. 1957, Австралия; настоящее имя Эллен Грев, англ. Ellen Greve) — известная австралийская сторонница «пранического питания» или «праноедения». Люди, практикующие праническое питание, утверждают, что  могут неопределённо долго обходиться без физической пищи и воды. Джасмухин участвует в конференциях движения «Нью-эйдж», содержит несколько общин отшельников-спиритов в Таиланде, а также публикует книги и аудиозаписи.

## Биография
Эллен Грев родилась в 1957 году в Новом Южном Уэльсе в семье мигрантов из Норвегии. Вышла замуж и родила двух детей. Работала в области финансового и бизнес-менеджмента. С 1992 года совмещает экономическую деятельность с проведением семинаров и мастер-классов, посвящённых праническому питанию. Сменила имя на Джасмухин («аромат вечности»). В 1994 году основала Академию личной силы (Self Empowerment Academy) в Австралии. В 2001 — предложила «Рецепт 2000>: метод сотворения глобального здоровья и счастья; мир и процветание на всей планете». В 2007 г. (07-07-07) основала «Посольство Мира» (Embassy of Peace)

## Деятельность
Согласно заявлениям Джасмухин, её учение направлено на то, чтобы помочь людям утолить голод на всех уровнях — физическом, эмоциональном, ментальном и духовном. Сторонники учения полагают, что из её книг и семинаров можно почерпнуть информацию о том, как восстановить своё здоровье, наладить отношения с близкими, понять собственное предназначение, вносить свой вклад в гармонизацию глобальных процессов, происходящих на планете. Джасмухин утверждает, что может научить управлению собственным сознанием, и призывает всех направлять силу своих мыслей на сотворение образов желаемого будущего.
Джасмухин рекомендует вести БлагоПриятный образ жизни, который включает в себя восемь рекомендаций на каждый день:
1. Внимание к физическому телу (любые виды физической активности)
2. Внимание к своим мыслям (осознанный выбор мыслей)
3. Внимание к своему питанию (осознанное питание)
4. Благодарность (молитва благодарности)
5. Служение (бескорыстная деятельность на благо другого человека или других людей)
6. Медитация (успокоение сознания)
7. Время в тишине на природе (хотя бы пару минут с комнатным растением)
8. Музыка, питающая душу (слушать и\или петь).

По словам автора концепции, все элементы БлагоПриятного образа жизни доступны любому человеку независимо от его вероисповедания, не требуют денежных затрат и особого времени.

## Критика
Когда австралийская телевизионная программа «60 минут» предложила Джасмухин продемонстрировать свою способность жить без пищи и воды, доктор Берес Венк (англ. Beres Wenck) констатировал, что через 48 часов эксперимента у Джасмухин наблюдалось сильное обезвоживание, стресс и артериальная гипертензия. Джасмухин заявила, что это явилось результатом «загрязнённого воздуха». На третий день она удалилась в горное убежище в 15 милях от города, где её состояние улучшилось. Тем не менее, по мере продолжения съёмки у Джасмухин наблюдалась замедленная речь, расширенные зрачки и потеря веса около 6 кг. На четвёртый день Джасмухин признала, что теряет вес, но утверждала, что чувствует себя прекрасно. Д-р Венк заявил, что обезвоживание превысило 10 %, частота пульса удвоилась по сравнению с началом эксперимента, продолжение эксперимента может привести к почечной недостаточности. В дальнейшем состояние Джасмухин продолжало ухудшаться из-за сильного обезвоживания. Д-р Венк заключил, что продолжение эксперимента представляет угрозу для жизни испытуемой, и съёмки были прекращены. Видео-репортаж об этом выходил также и на русском языке.
Correx Archives приводит цитату, касающуюся её режима питания:

«Обычно не очень много. Может быть несколько чашек чая и стакан воды. Иногда мне это наскучивает и хочется ощутить вкус пищи, тогда я съедаю немного того, что мне хочется попробовать. Например, кусочек шоколада или чизкейка или что-то в этом духе».
Оригинальный текст (англ.)«Generally not much at all. Maybe a few cups of tea and a glass of water, but now and then if I feel a bit bored and I want some flavour, then I will have a mouthful of whatever it is I'm wanting the flavour of. So it might be a piece of chocolate or it might be a mouthful of a cheesecake or something like that.»
Джасмухин утверждает, что потребляет не более 300 калорий в день в течение последних 15 лет, черпая энергию из «космических частиц», которые она называет праной. Она говорит также, что не может полностью обходиться без воды в течение длительного периода.
В 2000 году некоммерческая организация «Австралийские скептики» наградило Джасмухин премией «Кривая ложка» (англ. Bent Spoon Award, названа в честь Ури Геллера, якобы гнувшего ложки посредством телекинеза). В том же году она была награждена Шнобелевской премией по литературе за книгу «Pranic Nourishment — Living on Light» с формулировкой «за объяснение того, что хотя некоторые люди употребляют пищу, в действительности она им не нужна».
Джасмухин утверждает, что её взгляды основаны на работах графа Сен-Жермена. Она утверждает также, что её ДНК имеет 12 нитей вместо двух, что позволяет ей потреблять больше водорода. Когда ей предложили $30 тыс. за подтверждения этого факта посредством анализа крови, она заявила, что «духовную энергию невозможно разглядеть в микроскоп», и что такие предложения являются нападками на её убеждения, и она отказывается быть подопытной в научных экспериментах.
В 2005 году Джеймс Рэнди предложил ей премию Образовательного фонда Джеймса Рэнди в размере $1 млн за демонстрацию её паранормальных способностей.

### Смертельные исходы
Установлено, что с праноедением и публикациями Джасмухин непосредственно связаны три смертельных исхода. Джасмухин отрицает свою моральную ответственность за эти смерти. Касаясь, например, смерти Лени Моррис (англ. Lani Morris), она заметила, что «вероятно Лени Моррис не имела достаточной мотивации». В 1999 году умерла от обезвоживания Верити Линн, член шотландского общества спиритов. В её дневнике найдены записи, касающиеся учения Джасмухин о том, что люди могут питаться «божественной жизненной силой жидкого света». В результате расследования австралийской и британской полиции Джасмухин не было предъявлено обвинений в связи с этими смертями.
На своём сайте Джасмухин написала: «Если ты не нашёл света, который напитает тебя, любая попытка стать праноедом загонит тебя в голод. Известен один случай, когда человек умер, попытавшись стать праноедом».

## Публикации
- The Prana Program — Eliminating Global Health & Hunger Challenges
- Harmonious Healing and the Immortal’s Way
- The Law of Love & Its Fabulous Frequency Of Freedom
- The Food of Gods
- In Resonance
- Pranic Nourishment — Living on Light
- Ambassadors of Light — World Health & World Hunger Project
- Divine Radiance: On the Road With the Masters Of Magic
- Four Body Fitness: Biofields & Bliss
- Co-creating Paradise
- The Madonna Frequency Planetary Peace Program